# 夏长亮
夏长亮（1968年4月1日—），山东济南人，中国电机设计与控制专家，天津工业大学教授，原天津工业大学校长，中国工程院院士。

## 生平
1968年出生于天津，1995年毕业于浙江大学，获工学博士学位。2017年当选为中国工程院院士。